# Dents d'Ambin
Les dents d'Ambin sont une montagne de 3 372 mètres d'altitude appartenant au chaînon d'Ambin, dans le massif du Mont-Cenis (Alpes du Nord). Elle se situe entièrement en territoire français, non loin de la frontière avec l'Italie.
C'est sous cette montagne qu'est prévu le creusement du tunnel de base de la nouvelle liaison ferroviaire transalpine Lyon-Turin.

## Géographie

### Topographie
Les dents d'Ambin (3 372 mètres) sont très facilement reconnaissables par leurs trois pics élancés surmontant une base très large. Depuis une certaine distance et en fonction de l'angle de vue, ces trois pics ne semblent former qu'un seul et même piton rocheux. Elles constituent avec le mont Giusalet (3 312 m), le mont d'Ambin (3 378 m), la pointe Ferrand (3 365 m), la pointe Sommeiller (3 332 m) et la Rognosa d'Étache (3 383 m) le chaînon cristallin d'Ambin, au sud-ouest du plateau du massif du Mont-Cenis. Le pic surplombe les vallées de Suse et la Haute-Maurienne en France. Il fait face à la pointe de l'Échelle sur la rive opposée de l'Arc dans le massif de la Vanoise, il domine le col du Petit Mont-Cenis au nord, et enserre le col Clapier avec le mont Guisalet.
De nombreux torrents issus des sources et des glaciers de ce sommet permettent d'alimenter l'ensemble des vallons en aval et ainsi d'irriguer une partie du plateau de la Haute Maurienne. Les massifs plus au nord recouverts quant à eux par une importante couverture sédimentaire ne permettent pas aux eaux de rester en surface et s'infiltrent immédiatement, pour rejaillir dans la vallée de l'Arc sous forme de sources séléniteuses impropres à la consommation humaine.

### Géologie

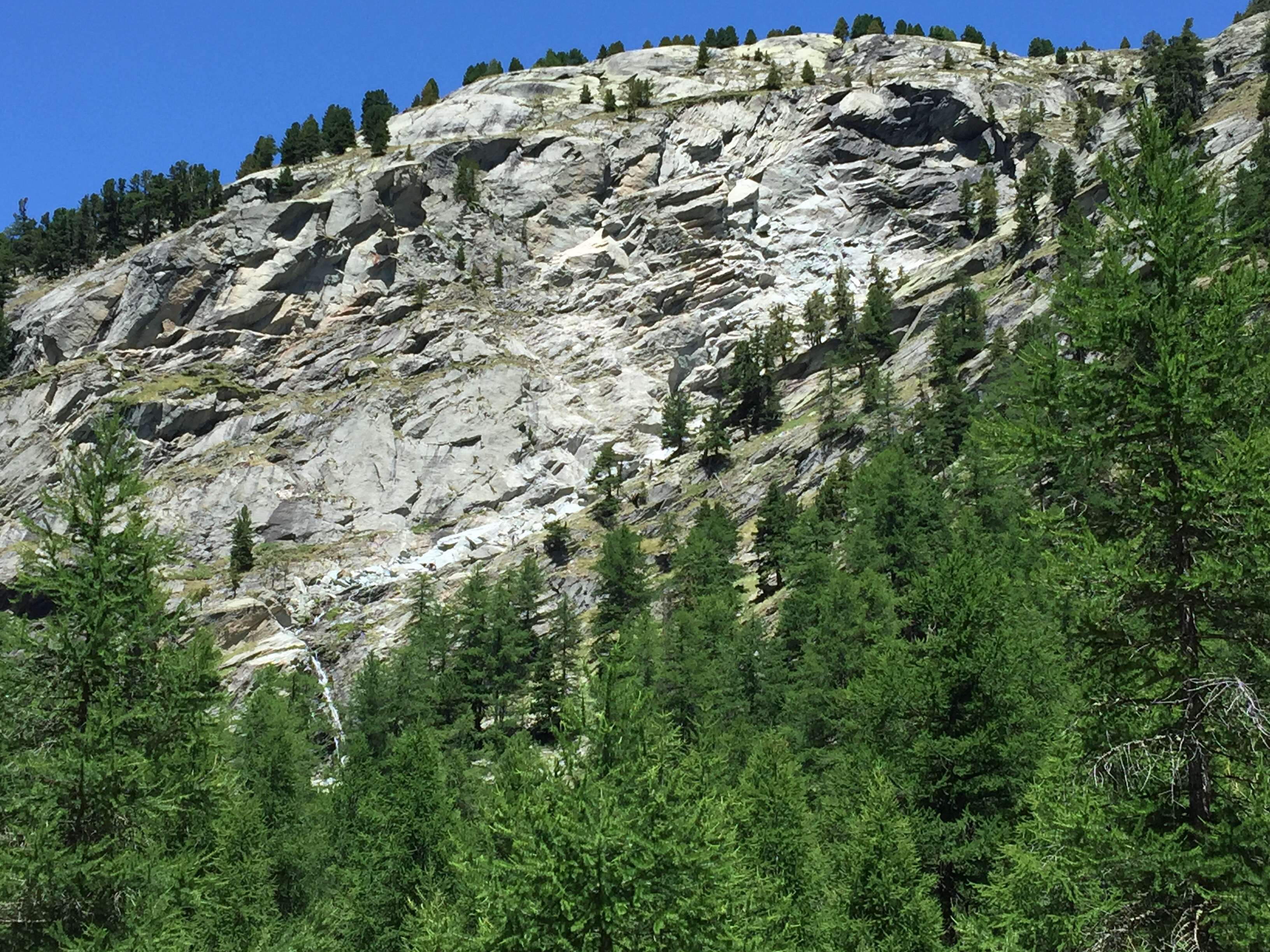
Les dents d'Ambin sont assises sur un socle cristallin compact, fait de roches fortement métamorphisées.

Formées dans le prolongement de la Vanoise cristalline qui représente la partie orientale du massif de la Vanoise, les dents d'Ambin sont constituées principalement de schistes verts, bleus, gneiss, micaschistes et métaquartzites blancs du Wéfernien,,. Posé sur une base compacte aux roches métamorphiques dures et débarrassées de leur couverture sédimentaire, le sommet de forme pyramidale offre aux randonneurs un relief reconnaissable entre tous. Comme l'ensemble des autres sommets du massif, il repose sur le socle cristallin d'Ambin formé d'une multitude de roches  métamorphiques, et d'âge récent. À la base du sommet, affleurent des filons de roches magmatiques, et plus particulièrement de rhyolite.

### Faune et flore

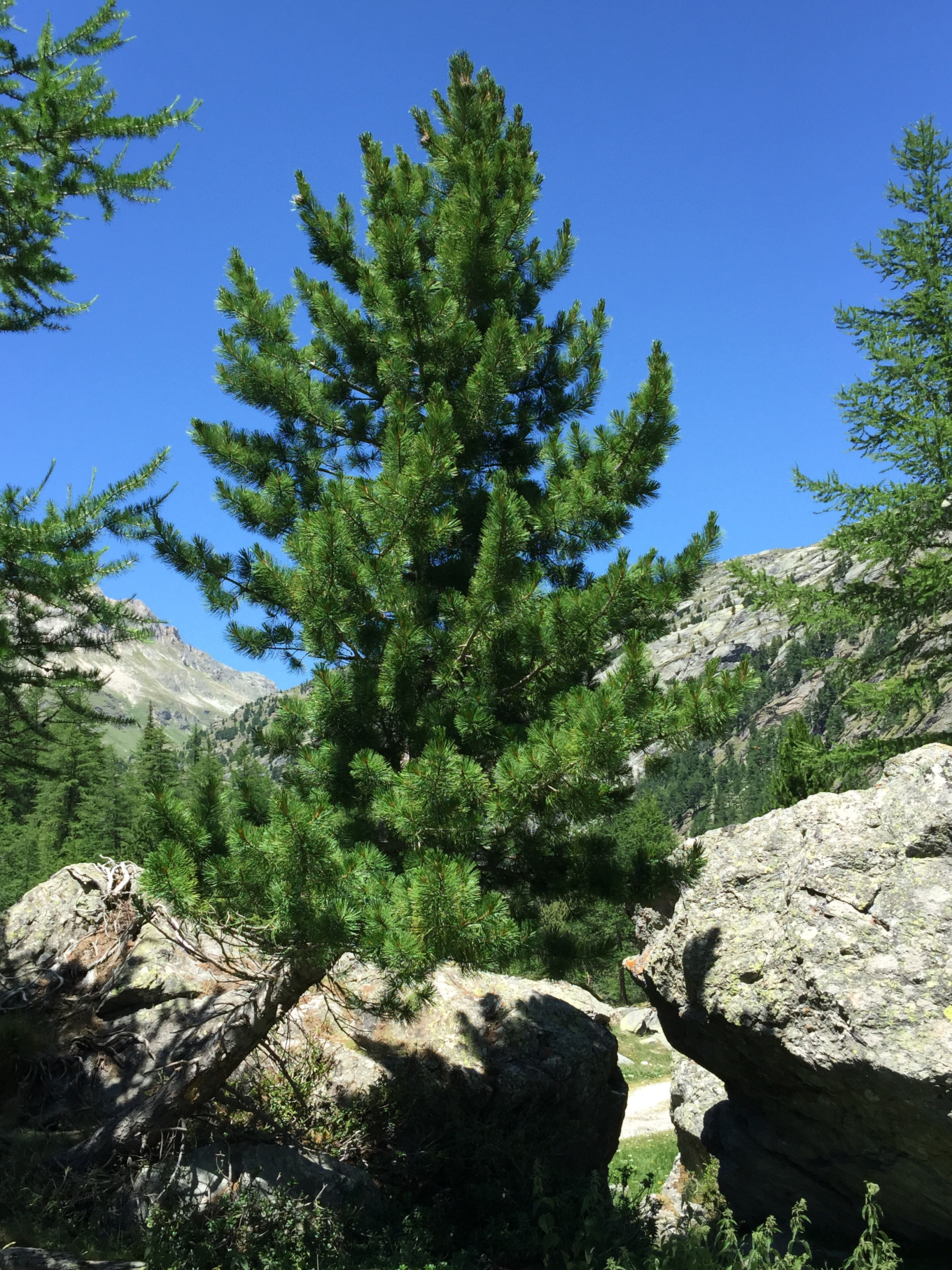
La nature du sol des pentes des dents d'Ambin est idéale pour le développement des pins cembro.

Le type de sol, siliceux et calcaire cristallin, conjugué à l'exposition ensoleillée et l'altitude des pentes, offre un écosystème idéal pour le développement du « prince » des résineux des Alpes, à savoir l'arolle qui, bien que devenu rare, prospère dans le Mont-Cenis. Mélèzes, pins à crochet, bouleaux, arcoces, myrtilles et rhododendrons s'épanouissent au pied de la montagne. Genépi, édelweiss, renoncule des glaciers, gentianes et autres plantes endémiques recouvrent les étages supérieurs.
L'arrêté de biotope de 1991, a permis de protéger une faune riche et variée. En fonction de l'altitude, bouquetins, chamois, marmottes occupent les étages alpins supérieurs. L'abondance et la qualité des eaux a favorisé le maintien d'un écosystème d'amphibiens riche et varié. Les sangliers, chevreuils et cerfs élaphes occupent la base de la montagne. Les flancs du sommet sont réputés pour l'importante population de tétras lyres qui affectionnent les landes et marais d'altitude. Lynx et loups quant à eux parcourent les vallons à la recherche de proies. Les randonneurs s'aventurant hors des sentiers battus doivent prendre garde aux patous qui défendent farouchement leur troupeau depuis que les meutes de loups attaquent le bétail. De nombreux rapaces (aigles royaux et gypaètes principalement) survolent les sommets à la recherche de pitance, et nichent sur les pentes.